# Frozen Crown
I Frozen Crown sono un gruppo power metal italiano formatosi nel 2017 a Milano, Lombardia.

## Storia del gruppo
Nel 2018, il loro album d'esordio, The Fallen King, ha ottenuto una notevole visibilità mediatica. Quattro brani dell'album sono stati anche pubblicati come singoli, in particolare Kings, che ha superato il milione di visualizzazioni su YouTube. Il secondo album del gruppo, Crowned In Frost, è stato pubblicato nel 2019. L'anno successivo per tre delle tracce dell'album sono stati realizzati altrettanti video, con Neverending che ha ottenuto un significativo risultato superando i sei milioni di visualizzazioni.
Nell'aprile 2019, i Frozen Crown hanno suonato in dieci sedi europee insieme al gruppo metal israeliano Desert e agli italiani Elvenking, mentre l'estate successiva sono stati ospiti al Metalfest Czech Republic e Sabaton Open Air in Svezia. Nel febbraio 2020, si sono esibiti in 13 città europee in supporto al gruppo metal britannico DragonForce. Un tour estivo nel 2020 che includeva date in Spagna ha dovuto essere annullato a causa della pandemia di COVID-19 . Nel novembre 2020, il gruppo ha annunciato l'uscita del loro terzo album, ufficialmente in fase di preproduzione.
Nel gennaio 2021 è stato annunciato che Alberto, Thalìa e Filippo, rispettivamente batterista, chitarrista e bassista avevano lasciato il gruppo nel 2020 per concentrarsi su progetti personali. Il 18 febbraio è stato annunciato il nome dei nuovi membri: Fabiola "Sheena" Bellomo alla chitarra, Francesco "Ikki" Zof al basso e Niso Tomasini alla batteria.
Il 23 aprile 2021, i Frozen Crown hanno pubblicato il loro terzo album in studio, intitolato Winterbane, preceduto dal singolo Far Beyond il 26 febbraio.
Il 15 maggio 2025, la band annuncia la separazione dalla chitarrista Fabiola "Sheena" Bellomo. Pochi giorni dopo, il 19 maggio, viene annunciata la nuova chitarrista, Aleksandra Stamenkovic, già leader, cantautrice, cantante, chitarrista solista della band serba Jenner e nota con il nome d'arte di "Alexandra Lioness".

Formazione attuale
- Giada Etro – voce (2017-oggi)
- Federico Mondelli – chitarre, tastiere, voce (2017-oggi)
- Alessia Lanzone - chitarre (2023-oggi)
- Aleksandra "Lioness" Stamenkovic - chitarre (2025-oggi)
- Francesco Zof – basso (2021-oggi)
- Niso Tomasini – batteria (2021-oggi)

Ex membri
- Thalia Bellazecca – chitarre (2017-2020)
- Filippo Zavattari – basso (2017–2020)
- Alberto Mezzanotte – batteria (2017–2020)
- Fabiola Bellomo – chitarre (2021-2025)

## Discografia

### Album in studio
- 2018 – The Fallen King
- 2019 – Crowned in Frost
- 2021 – Winterbane
- 2023 – Call of the North
- 2024 – War Hearts